# باشگاه فوتبال چستر سیتی
باشگاه فوتبال چستر سیتی (انگلیسی: Chester City F.C.) یک باشگاه فوتبال بریتانیایی بود که در سال ۱۸۸۵ تأسیس و در سال ۲۰۱۰ به دلیل مشکلات مالی منحل شد .